# Montañas Eilerts de Haan
Las montañas Eilerts de Haan es una cadena montañosa en el distrito de Sipaliwini, en Surinam. Se encuentran en la zona 3°00′00″N 56°10′00″O / 3, -56.1666667. Son una sección sur de las montañas Wilhelmina y su altura máxima es 986 m.
Fue ascendida por primera vez por el cartógrafo Eilerts de Haan a principios del siglo XX. Fueron nombradas en honor a Eilerts quien murió de malaria en 1910 y fue enterrado en los faldeos de esta cadena montañosa.